# Atomaria lohsei
Atomaria lohsei is een keversoort uit de familie harige schimmelkevers (Cryptophagidae). De wetenschappelijke naam van de soort werd in 1968 gepubliceerd door Johnson & Strand.